# Чудин, Сергей Сергеевич
Серге́й Серге́евич Чу́дин (24 ноября 1973, Москва, СССР) — советский и российский футболист, защитник (ранее — полузащитник). Известен по выступлениям за футбольный клуб «Спартак» Москва, в составе которого начал свою карьеру в начале 90-х и принял участие в четырёх чемпионских сезонах команды.

## Карьера
Воспитанник московской СК ЭШВСМ. Пришёл в «Спартак» в 1990 году, и в 1991 году сыграл в одном матче последнего чемпионата СССР. В «Спартаке» Чудин играл в первых пяти чемпионатах России, однако в основном составе ему закрепиться не удалось — он был стабильным игроком дублирующего состава команды, выступавшего во второй и третьей лигах России. В 1994 и в 1996 годах сыграл по одному матчу в Лиге чемпионов УЕФА, в том числе в 1/4 финала ЛЧ-1995/96 против французского «Нанта» (0:2). Играл также за олимпийскую (молодёжную) сборную России, в том числе на чемпионате мира 1993 года в Австралии.
После ухода из «Спартака» выступал за «Локомотив» (Нижний Новгород), с которым в 1997 году сначала вылетел из высшей лиги России, а в 1998 помог вернуться. Однако на высшем уровне после этого Чудин уже не выступал. В 1999—2003 годах он играл в клубе «Балтика» (Калининград) в первом и втором дивизионах, также в 2003 году выступал за калининградский клуб «Балтика-Тарко» в любительском первенстве.
В 2004—2007 годах был игроком клубов второго дивизиона России «Алмаз» (Москва), «Фортуна» (Мытищи) и «Знамя Труда» (Орехово-Зуево). В сентябре 2007 года Чудин (капитан «Знамени Труда») покинул команду. В 2008—2009 годах играл за «Фортуну» (Мытищи) в любительском первенстве.
Играл за ветеранов и в любительской футбольной лиге (8×8).
Тренер в СШ № 75 «Савёловская», в 2021 году — тренер в команде, участвующей в чемпионате Москвы среди ЛФК — дивизион «Б».

## Статистика
Всего в высшей лиге России сыграл 45 матчей, забил 3 мяча. В первом дивизионе России сыграл 105 матчей, забил 2 мяча, во втором дивизионе России — 164 матча, 38 мячей.

## Достижения
- Серебряный призёр чемпионата СССР: 1991
- Обладатель Кубка СССР: 1991/1992
- Чемпион России (4): 1992, 1993, 1994, 1996
- Бронзовый призёр чемпионата России: 1995
- Обладатель Кубка России: 1993/1994